# Kenny Aaronson
Kenny Aaronson (New York, 14 aprile 1952) è un bassista statunitense.
Ha iniziato a suonare il basso all'età di 15 anni. Durante l'adolescenza ha suonato il basso per la band heavy metal Dust, pubblicando due album. Nel 1973, Aaronson ha partecipato a un concerto live a New York con la band Stories, il cui pezzo Brother Louie, una reinterpretazione del brano Hot Chocolate, ha raggiunto la prima posizione nelle classifiche statunitensi del mese di settembre dello stesso anno.
Dopo che i Stories si sciolsero, Aaronson si unì alla band itinerante di Hall & Oates nel 1974, per poi suonare in quella di Leslie West, West, Bruce and Laing. Poi formò un gruppo rock con Rick Derringer che si esibì come  sostenitore per vari gruppi tra cui Aerosmith, Foreigner, Boston, Peter Frampton e i Led Zeppelin.
Aaronson ha lavorato come strumentista nei tour di molti artisti, tra cui Edgar Winter, Billy Squier, Joan Jett, Billy Idol, Foghat e Bob Dylan. Nel 1989, Aaronson fu costretto a lasciare il tour di quest'ultimo per via di un cancro alla pelle, guarito in seguito a un intervento chirurgico. In seguito, ha fatto parte della band Hagar Schon Aaronson Shrieve con il cantante Sammy Hagar, il chitarrista Neal Schon e il batterista Michael Shrieve. Aaronson sta attualmente lavorando come  sostenitore del cantante folk, John Eddie.

## Discografia

### Con i Dust
- Dust (1971)
- Hard Attack (1972)

### Con Derringer
- Derringer (1976)
- Sweet Evil (1977)
- Derringer Live (1977)
- If I Weren't So Romantic, I'd Shoot You (1978)

### Con Rick Derringer
- Guitars And Women (1979)

### Con Silver Condor
- Trouble At Home (1983)

### Con Hagar Schon Aaronson Shrieve
- Through The Fire (1984)

### Con i Blue Öyster Cult
- Club Ninja (1986)

### Con Tom Guerra e Scott Lawson (Mambo Sons)
- Mambo Sons (1999)